# Kościół Sainte Marguerite w Paryżu
Kościół Sainte-Marguerite (św. Małgorzaty) - katolicki kościół w 11. okręgu paryskim, na prawym brzegu Sekwany.

## Historia
W 1624 r. proboszcz parafii św. Pawła Antoine Fayet zakupił grunt pod kaplicę pod wezwaniem św. Małgorzaty, wobec braku pieniędzy na rozbudowę kościoła parafialnego i rosnącą liczbą wiernych. W dziesięć lat później prace nad obiektem były ukończone, zaś w 1712 r. kościół został podniesiony do rangi parafialnego. W tym celu został rozbudowany o kaplicę Dusz Czyśćcowych i wieżę, natomiast malarz Paolo Brunetti wykonał dla niego nową dekorację malarską. Wokół kościoła rozciągał się cmentarz.
W 1725 r. w kościele miało dojść do cudownego uzdrowienia szlachcianki de la Fosse - tablica pamiątkowa do teraz znajduje się w nawie świątyni

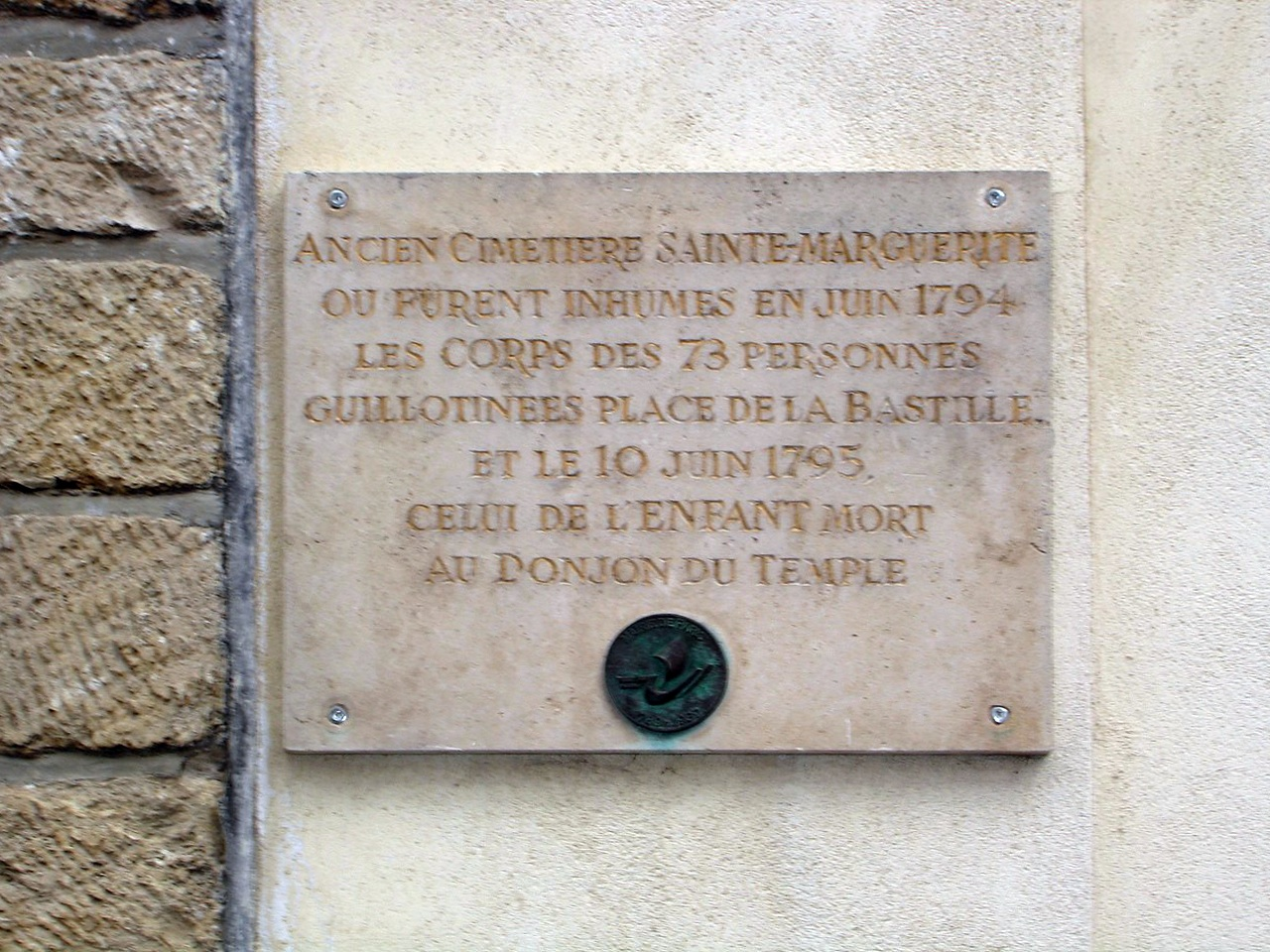
Tablica pamięci ofiar rewolucji

W czasie Wielkiej Rewolucji Francuskiej kościół został zamknięty, a na cmentarzu regularnie odbywały się pochówki zgilotynowanych na położonym niedaleko Placu Bastylii lub na Place de la Nation. W tajemniczym grobie ustawionym osobno w 1795 r. pochowano "dziecko z Temple", które może być Ludwikiem Karolem, synem Ludwika XVI. Mimo wielokrotnych badań nie udało się tej hipotezy badawczej jednoznacznie potwierdzić lub wykluczyć Na tym samym cmentarzu pochowano też kilkadziesiąt ofiar Frondy.
Kościół wrócił do funkcji sakralnych w 1804 r. Rok później Pius VII odprawił w nim mszę w intencji 16 karmelitanek zgilotynowanych na placu de la Nation. W 1820 r. otrzymał nowe organy oraz rzeźbiony ołtarz główny. W czasie dni czerwcowych w 1848 r. w pobliżu kościoła zginął arcybiskup Affre, ugodzony zabłąkaną kulą. W czasie Komuny Paryskiej wycofujący się komunardzi podłożyli ogień pod kościół, który jednak nie poniósł większych strat.

## Architektura

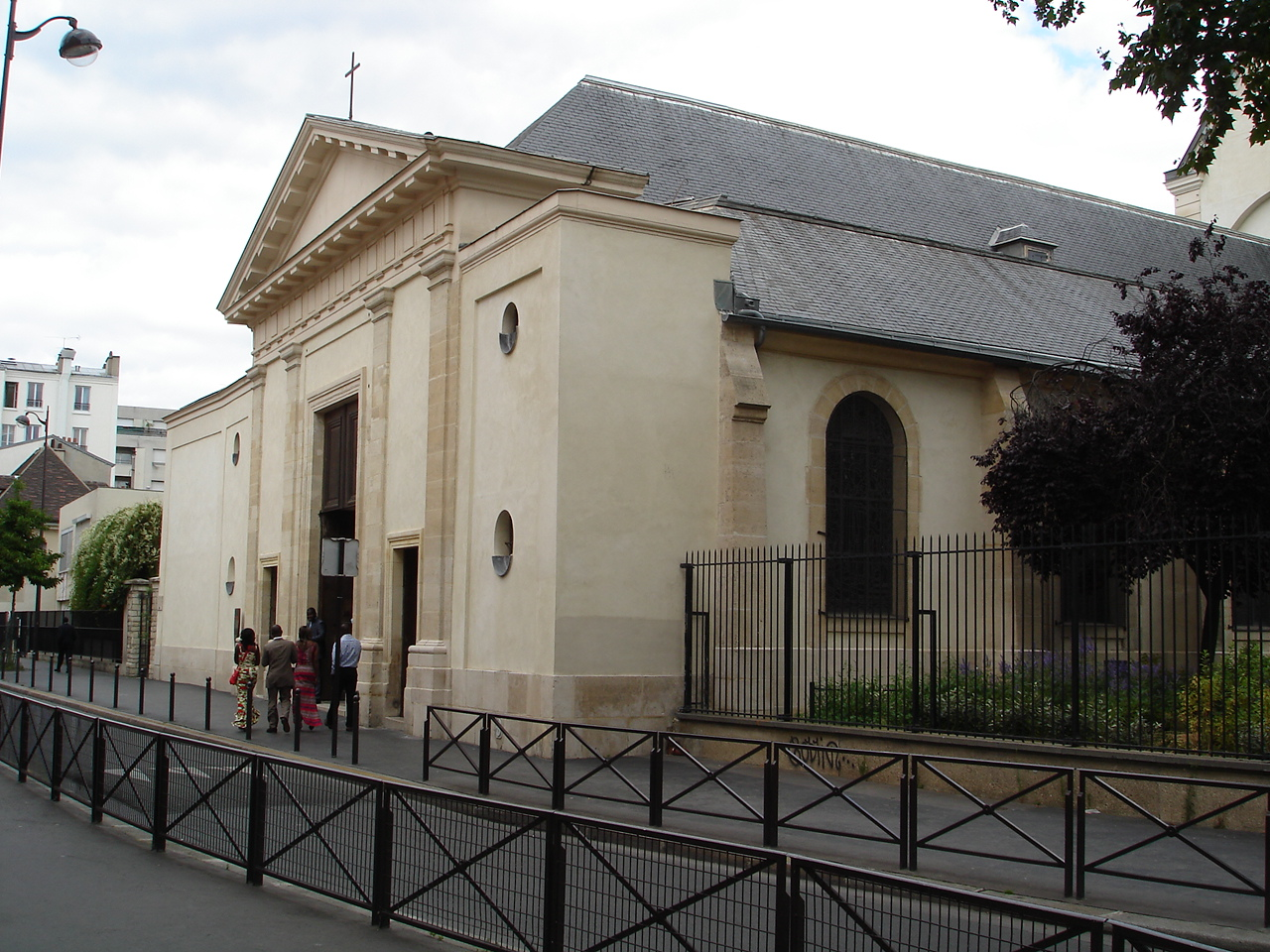
Fasada kościoła od ul. św. Bernarda

Wejście do kościoła wiedzie poprzez skromną klasycystyczną fasadę z czterema pilastrami doryckimi podtrzymującymi fronton zwieńczony krzyżem. Bardziej ozdobne są fasady boczne, w których podobne frontony zostały udekorowane płaskorzeźbami. Wszystkie okna kościoła są półkoliste, tylko w niektórych znajdują się witraże poświęcone patronce świątyni. W odróżnieniu od innych kościołów swojej epoki, kościół Sainte-Marguerite nie posiada fresków, jedynie rząd obrazów na ścianach w kaplicach. Figura patronki z pierwotnego ołtarza głównego znajduje się obecnie w jednym z transeptów. Wieża obiektu wznosi się na wysokości prezbiterium, częściowo drewniana, zwieńczona zegarem i ażurowym hełmem, bez zdobień. Na wieży znajdują się cztery dzwony: Napoléon Jean Baptiste, Jeanne Marguerite, Anne Marie i Gabrielle Sophie. W kościele znajduje się nagrobek jego fundatora z jego rzeźbiarskim wizerunkiem.